# Sheree Folkson
Sheree Folkson est une réalisatrice et productrice britannique.

## Biographie
Elle a notamment réalisé deux épisodes de la série télévisée française Jo avec Jean Reno et Jill Hennessy. Autres séries réalisées par Folkson sont entre autres : Comment devenir une rock star (trois épisodes), Hit and Miss (trois épisodes), The Bill (deux épisodes), Casanova, La Part du diable (un épisode) et Ugly Betty (un épisode).
Quelques films notables réalisés par Sheree Folkson incluent Gypsy Woman, Jours tranquilles à Corfou et The Decoy Bride avec David Tennant.

## Filmographie

### Cinéma

#### En tant que réalisatrice

##### Cinéma
- 2001 : Gypsy Woman
- 2011 : The Decoy Bride

##### Télévision
Téléfilms
- 1994 : Low Level Panic
- 1996 : Scandale à la cour (A Royal Scandal)
- 2005 : Jours tranquilles à Corfou (My Family and Other Animals)
- 2007 : Judy's Got a Gun

Séries télévisées
- 1991 : Performance
- 1992 : The Bill
- 1995 : Dear Dilemma
- 1997 : La Part du diable (Touching Evil)
- 1997 : Band of Gold
- 1998 : Comment devenir une rock star (The Young Person's Guide to Becoming a Rock Star)
- 1999 : Petites histoires entre amants
- 2000 : Lock, Stock...
- 2003 : Burn It
- 2004 : Mine All Mine
- 2005 : Casanova
- 2006 : Ugly Betty
- 2007 : Nearly Famous
- 2009 : Hope Springs
- 2012 : Hit and Miss
- 2013 : Jo
- 2013 : Truckers

#### En tant que productrice
- 1996 : A Royal Scandal